# Паскал Сотировски
Паскал Сотировски (на македонска литературна норма: Паскал Сотировски) е френски и югославски астрофизик, специалист по физика на Слънцето.

## Биография
Роден е на 23 ноември 1927 година в албанското православно село Върбен, тогава в Кралството на сърби, хървати и словенци, днес в Северна Македония. В 1950 година Сотировски става редовен студент по физика във Философския факултет на Скопския университет, а след дипломирането си в 1956 година работи като преподавател по физика в гимназия до 1960 година. След назначаването му за асистент по астрофизика на Природо-математическия факултет в Скопие в 1961 година е изпратен на специализация по астрофизика в Париж. В 1991 година става член на Македонската академия на науките и изкуствата. Остава във Франция до края на живота си.
Д-р Паскал Сотировски има свой кабинет в обсерваторията „Медон“ в Париж. Неговите трудове се публикуват в множество научни списания по целия свят. Сотировски изнася лекции в Америка, Япония, Русия, Индия и други страни.
Умира в Париж на 20 февруари 2003 година.